# 시넴 외즈튀르크
시넴 외즈튀르크(튀르키예어: Sinem Öztürk, 1985년 9월 1일 ~ )는 터키의 배우이다.